# Kyselina sinapová
Kyselina sinapová je organická sloučenina, derivát kyseliny skořicové. Patří mezi fenylpropanoidy. Často se používá v MALDI hmotnostní spektrometrii.
Kyselina sinapová tvoří dimery sama se sebou (jednu strukturu) a také s kyselinou ferulovou (tři různé struktury) ve stěnách buněk obilovin, a tak může mít podobný vliv na strukturu buněčné stěny jako diferulové kyseliny.
Sinapin je alkaloidový amin, který se nachází v semenech brukve černé. Je považován za ester kyseliny sinapové a cholinu.

## Výskyt
Kyselina sinapová se vyskytuje ve vínu a octu.